# Jan Lebeda (spisovatel)
Jan Lebeda (* 28. února 1936) je český pedagog, spisovatel knížek pro děti.

## Dílo
Jeho dílo pro děti zahrnuje především cyklus knížek o skřítkovi Medovníčkovi s ilustracemi Zdeňky Študlarové.
- Pohádky skřítka Medovníčka (2010)
- Nové pohádky skřítka Medovníčka (2011)
- Pohádky skřítků Medovníčka a Barvínka (2012)
- Medovníčkova dobrodružství (2013)
- S Medovníčkem do pohádky (2013)
- Medovníček a řeka Modrávka (2014)
- Z Medovníčkova lesa (2014)
- Medovníčkova říkadla (2014)
- Medovníček na cestách (2015)
- Medovníček detektivem (2015)
- Medovníčkovi kamarádi (2015)
- Medovníček a Medulka (2016)
- Medovníček a Barvínek - Pohádkové čarování (2017)
- Medovníček, Medulka a panenka Rózinka (2017)
- Medovníček, Medulka a Medulínek (2020)

cyklus o Okáčkovi
- Okáček, veveří kluk z Jánského vrchu (2004)
- Okáček a Rézinka (2006)

## Medovníček
Medovníček je skřítek, který si udělal domeček po jedním starým dubem. Pomáhá všem lesním zvířátkům. Má rád včely, kterým pomáhá také, a od nich dostává med. Jednou dokonce zachrání i myšku Elišku, která bydlela v jednom domě, kde potom byla kočka. Je to hodný skřítek, a když se něco stane, tak že vše zachrání. Medovníček mu říkají proto, že jídá med a je po něm zdravý. Má i kamaráda Jirku, který musí držet v tajnosti, že sním kamarádí skřítek. Jirka je kluk, který většinou v příběhu tráví prázdniny u babičky s dědou.
Barvínek je také skřítek, a kamarádí s Medovníčkem. Pak se Medovníček ožení s Medulkou. O tom je kniha „Medovníček a Medulka“, a pak další, asi poslední „Medovníček, Medulka a Medulínek“.